# دور المرأة في مجال التغير المناخي

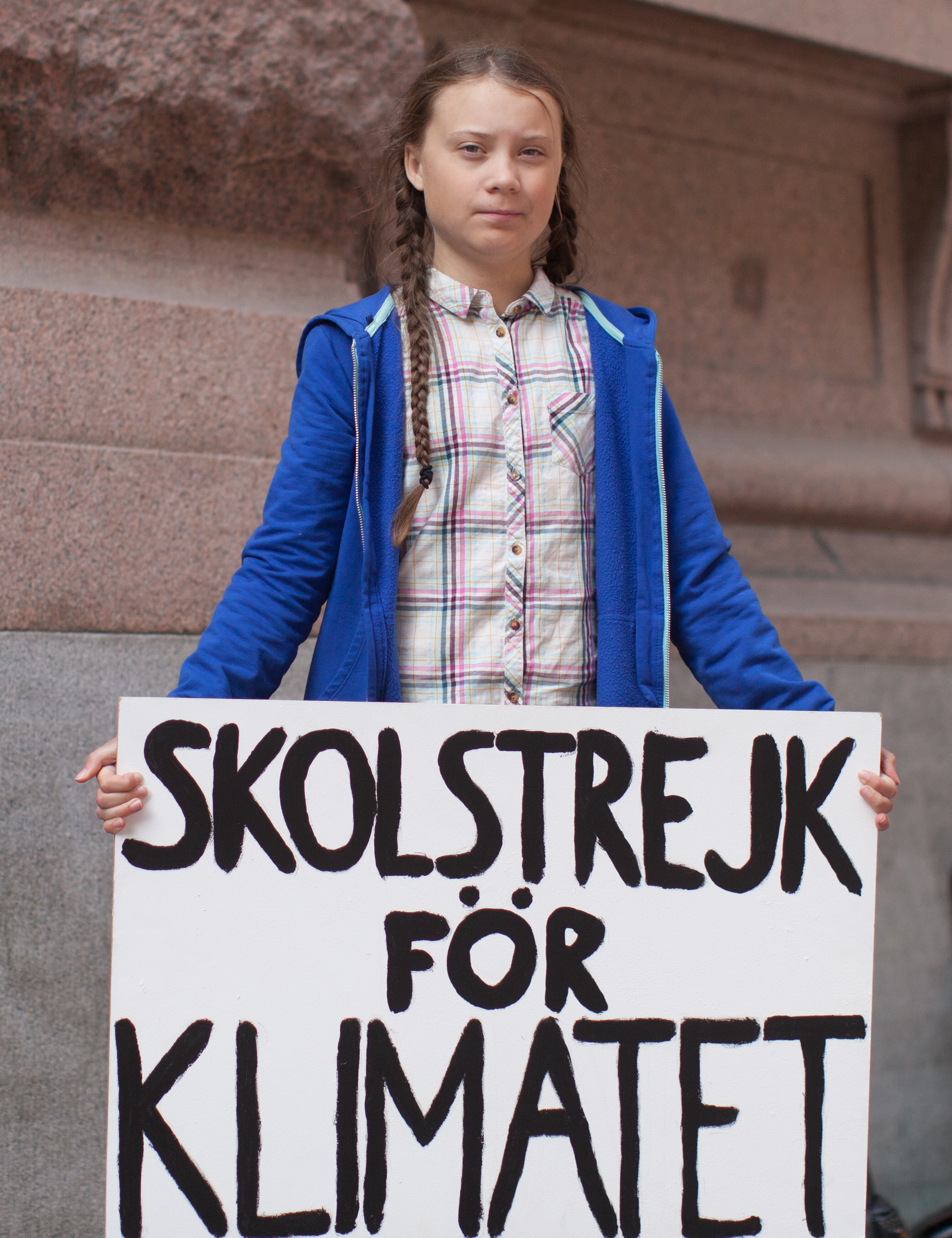
صورة لفتاه بشان دور المرأة في مجال التغير المناخي

لقد حظيت مساهمة المرأة في مجال التغيير المناخي باهتمام متزايد في بداية القرن الواحد والعشرين. وصفت الأمم المتحدة ان إفادة الرأي من النساء والقضايا التي تواجهها المرأة هو امر حتمي وحاسم من قبل مكتب المراجع السكانية. خلص تقرير صادر عن منظمة الصحة العالمية إلى ان ادراج التحليل القائم على نوع الجنس من شأنه ان يوفر فعالية أكثرللتقليل من للتغير المناخي والتأقلم معه.

## المقدمة
قدمت النساء مساهمات كبيرة في مجال ابحاث وسياسات التغير المناخي وايضا في التحليل الأوسع نطاقا للقضايا المتعلقة بالبيئة. من بين تلك المساهمات هو وجود العديد من العالمات وصانعات السياسات والناشطات. ساهمت النساء الباحثات بشكل كبير في التقييمات العلمية الرئيسة مثل التي اجراها الفريق الحكومي الدولي المعني بتغير المناخ وتقييم الألفية للنظام البيئي وتم تمثيلهن بشكل قانوني ومعقول في لجان التغير المناخي الرئيسة التابعة للمجلس الدولي للعلوم (ICSU) والأكاديمية الوطنية الأمريكية للعلوم. قدمت النساء ادوارا قيادية هامة في سياسة المناخ الدولية. مثال ذلك، تقود كريستيانا فجيريس مفاوضات المناخ الدولية بصفتها الامينة التنفيذية للاتفاقية الاطارية للأمم المتحدة بشأن تغير المناخ (UNFCCC)، والرئيسة الإيرلندية السابقة ماري روبنسون بصفتها المبعوثة الخاصة للأمم المتحدة بشأن قضايا التغير المناخي. سوزان سولومون هي الأخرى ترأست فريق العمل الأول للعلوم المناخية التابع للتقييم الرابع للفريق الحكومي الدولي المعني بالتغير المناخي في عام 2007.

## نقص في تمثيل المرأة في مجال العلوم
هناك نقص في تمثيل المرأة في مجال العلوم عموما وقد واجهت النساء العديد من الحواجز لطريق النجاح والاعتراف بهن. في اعقاب الثورة العلمية في القرن السابع عشر، انخرطت المرأة الاوربية في علم الرصد، بما في ذلك علوم الفضاء، التاريخ الطبيعي ومراقبة احوال الطقس بالرغم من ان العديد من الجامعات لم تقبل بالنساء حتى اواخر القرن التاسع عشر.
يُبين التقرير الصادر عن مؤسسة العلوم الوطنية الامريكية ان نصف درجات البكالوريوس في العلوم والهندسة، فإن معظمهن في مجال علوم الحياة (البيولوجيا) مقارنة بمجالات الفيزياء وعلوم الكومبيوتر والهندسة بنسبة 20%. من حيث شهادات الدكتوراه، تُشكل النساء نسبة 20% فقط في مجالات الهندسة والفيزياء. على الرغم من ان نسبة النساء في مجال التدريس الجامعي (الأستاذات) في الولايات المتحدة تضاعفت منذ عام 1993، إلا ان النساء يَشغلن فقط ربع مناصب أعضاء هيئة التدريس العليا في العلوم والهندسة، وتتقاضى النساء أجورًا اقل من الرجال من نفس الدرجة الوظيفية.
يُلاحظ ان النساء ذوي البشرة الملونة، ونساء الشعوب الاصلية (الهنود الحمر)، والنساء من الدول الجنوبية (دول الجزء جنوب الكرة الارضية)، أكثر عرضة للتجاهل وليتم تمثيلهم بشكل ضعيف في الادوار الأكاديمية والقيادية. يرتبط هذا السبب بالتمييز العرقي ونقص فرص التعليم والعوائق اللغوية ونقص الجهود المبذولة للاعتراف بهن.

## دور المرأة في مجال التغير المناخي
يُعد تمثيل المرأة في فرع التغير المناخي تمثيلًا ضعيفًا. على سبيل المثال، تُشكل النساء اقلية في مجال علوم الارض حيث تُوضح الدراسات ان اقل من 20% من علماء الارصاد الجوية وعلماء الأرض من النساء. كشفت دراسات حديثة لبرامج الدكتوراه في مجال علم الغلاف الجوي في الولايات المتحدة، تُشكل النساء 17% من أعضاء هيئة التدريس المسجلين في المسار الوظيفي واعضاء هيئة التدريس مع نسب اقل في المناصب العليا، وان 53% من الاقسام لديهم اثنتان أو اقل من النساء في هيئة التدريس. يُمثل دور المرأة بشكل أفضل قليلا في مجال العلوم البيئية.  تُبين إحدى الدراسات ان النساء تشكل 55% من طلاب الدراسات العليا في العلوم البيئية ولكن ثلث أعضاء هيئة التدريس المثبتين من النساء وان 3/4 من المقالات في المجلة الدولية الرائدة - في علوم البيئة- كُتبت بواسطة الرجال. تلقت النساء تمويلًا بحثيا اقل وكانت احتمالية الاقتباس من بحوثهن من قبل زملائهن اقل. زادت عضوية النساء في الجمعية البيئية الأمريكية من 23% في عام 1992 إلى 37% عام 2010.
تُصدر منظمة الامم المتحدة للتربية والعلوم والثقافة بينات عن دور المرأة في مجال العلوم في جميع انحاء العالم. عموماً، تُمثل النساء بشكل أفضل من اجمالي الباحثين العلميين بنسبة 30% في امريكا اللاتينية واوقيانوسيا واوروبا، وبنسبة 19% على الاقل في اسيا.

## حجج لمشاركة المرأة في مجال العلوم والتغير المناخي
يُقال انه عند تجاهل ادوار النساء العالمات وصانعات قرار، يفشل العالم من الاستفادة من قدراته البشرية الكاملة. الاستفادة من القدرات البشرية الكاملة هو امر ضروري لقضايا ملحة مثل التغير المناخي. من الممكن للمرأة ان تتخذ نهجا أكثر تعاونا خصوصا في المفاوضات وقد تولي اهتماما أكثر للفئات المحرومة والبيئة الطبيعية.
أصبح النوع الاجتماعي قضية بسبب ادوار المرأة الاساسية في إدارة الموارد كالمياه والغابات والطاقة حيث قادت النساء نضالات من اجل حماية البيئة.
وقد جرى التعبيرعن القلق العام بشأن الحاجة إلى تسليط الضوء على دور المرأة واشراكها في اللجان الرئيسة لتحقيق التوزان بين الجنسين والعادلة الاجتماعية والهام الشابات لدخول الوظائف في مجالات العلوم وهذا بدوره يعكس الحجج حول الحواجز التي تحول دون تقدم النساء وحاجتهن إلى الانخراط في المناصب والادوار القيادية.

## المرأة وسياسة المناخ الدولية
أقرت الوثيقة الختامية لمؤتمر ريو 20+ بشأن التنمية المستدامة - المستقبل الذي نصبو اليه - الحاجة إلى ازالة الحواجز امام المشاركة الكاملة والمتساوية للنساء في مجال صنع القرار والإدارة وايضا الحاجة إلى زيادة المناصب القيادية للمرأة. في تقرير اعدته هيئة الامم المتحدة للمرأة ومؤسسة ماري روبنسون - العدالة المناخية والتحالف العالمي للجنسانية والمناخ واتفاقية الامم المتحدة الاطارية بخصوص التغير المناخي، يُقر بعدم المساواة الهيكلية التي تحد من تمثيل المرأة في مجال علوم المناخ والمفاوضات والسياسات ويوصي بتحقيق المزيد من التوازن بين الجنسين في اتفاقية الأمم المتحدة الاطارية بشأن التغير المناخي والوفود الوطنية. ويشير التقرير انه لا يمكن التوصل لحلول مشكلات التغير المناخي من دون تمكين النساء وانه قد تم تهميش النساء في المفاوضات الدولية. يعرض التقرير بيانات تُظهر ضعف تمثيل المرأة في مؤسسات اتفاقية الأمم المتحدة الاطارية بشأن التغير المناخي ويشمل ذلك لجنة التكييف المناخي بنسبة 25%، مجلس مرفق البيئة العالمي بنسبة 19% وفريق الخبراء بنسبة 15%، وبشكل عام، يشكل دور المرأة اقل من 20% من رؤساء الوفود، واقل من 30% من أعضاء الوفود في مؤتمرات اتفاقية الأمم المتحدة الاطارية بشأن التغير المناخي (UNFCCC).